# Liste der Bodendenkmäler in Steinhagen (Westfalen)
Die Liste der Bodendenkmäler in Steinhagen enthält die denkmalgeschützten unterirdischen baulichen Anlagen, Reste oberirdischer baulicher Anlagen, Zeugnisse tierischen und pflanzlichen Lebens und paläontologischen Reste auf dem Gebiet der Gemeinde Steinhagen im Kreis Gütersloh in Nordrhein-Westfalen (Stand: August 2020). Diese Bodendenkmäler sind in Teil B der Denkmalliste der Gemeinde Steinhagen eingetragen; Grundlage für die Aufnahme ist das Denkmalschutzgesetz Nordrhein-Westfalen (DSchG NRW).
| Bild | Bezeichnung                | Lage                                         | Beschreibung | Bauzeit                        | Eingetragen seit | Denkmal- nummer |
| ---- | -------------------------- | -------------------------------------------- | --- | ------------------------------ | ---------------- | --------------- |
| BW   | Grabhügelgruppe            | Amshausen Karte                              | Hügelgrab wurde im Zuge der A 33 freigelegt.                                                                                       | 1700–700 v. Chr.               |                  | 1a              |
| BW   | Grabhügelgruppe            | Amshausen Karte                              | | 1700–700 v. Chr.               |                  | 1b              |
| BW   | Grabhügelgruppe            | Amshausen Karte                              | | 1700–700 v. Chr.               |                  | 1c              |
| BW   | Grabhügelgruppe            | Amshausen Karte                              | | 1700–700 v. Chr.               |                  | 1d              |
| BW   | Grabhügelgruppe            | Amshausen Karte                              | | 1700-700 v.Chr.                |                  | 1e              |
| BW   | Hohlwegbündel, Wegsperre   | Amshausen Am Bußberg, 33803 Steinhagen Karte | Meist parallel hangaufwärts laufendes Hohlwegbündel. Eine Doppelwall-Graben-Anlage sollte Reisende offenbar vom Bußberg abhalten.  | Mittelalter oder frühe Neuzeit |                  | 2a              |
| BW   | Hohlwegbündel, Wegsperre   | Amshausen Am Bußberg, 33803 Steinhagen Karte | Meist parallel hangaufwärts laufendes Hohlwegbündel. Eine Doppelwall-Graben-Anlage sollte Reisende offenbar vom Bußberg abhalten.  | Mittelalter oder frühe Neuzeit |                  | 2b              |
| BW   | Wallanlage                 | Amshausen Karte                              | "Heideburg" aus zwei langen Wällen, welche eine dreieckige Fläche umfassen. Eventuell eine Hofanlage oder der Rest einer Landwehr. | Mittelalter?                   |                  | 3               |
| BW   | Grabhügel                  | Steinhagen Karte                             | | 1700-700 v.Chr.                |                  | 4               |
| BW   | Altstraße                  | Steinhagen Karte                             | Jeweils von einem Erdwall begrenzte, flache Straßentrasse.                                                                         | Mittelalter/frühe Neuzeit      |                  | 5a              |
| BW   | Altstraße                  | Steinhagen Karte                             | Jeweils von einem Erdwall begrenzte, flache Straßentrasse.                                                                         | Mittelalter/frühe Neuzeit      |                  | 5b              |
| BW   | Sperrwall/Wegsperre        | Steinhagen Karte                             | | Mittelalter                    |                  | 6               |
| BW   | Hohlwegbündel "Mönketrift" | Steinhagen Karte                             | | Mittelalter                    |                  | 7               |
| BW   | zwei Grabhügel             | Steinhagen Karte                             | | 1700-700 v.Chr.                |                  | 8a              |
| BW   | zwei Grabhügel             | Steinhagen Karte                             | | 1700-700 v.Chr.                |                  | 8b              |
| BW   | Flurrelikt "Sanderhebung"  | Brockhagen Karte                             | | Ungeklärt                      |                  | 9               |
| BW   | Hexenbrink                 | Brockhagen Karte                             | Drei Dünen, Sandrücken und Dünenkette. Alter Versammlungsplatz?                                                                    | Ungeklärt                      |                  | 10              |
| BW   | Gräftenanlage              | Brockhagen Karte                             | Gräftenanlage mit Wall | Mittelalter/frühe Neuzeit      |                  | 11              |